# NGC 74
NGC 74 je galaksija u zviježđu Andromeda.

## Vanjske poveznice
- SEDS: NGC 0074